# Mirza (gênero)
Mirza é um gênero de lêmures pertencente à família Cheirogaleidae. Os membros desse gênero são conhecidos como lêmures-ratos-gigantes.

## Espécies
- Mirza coquereli (A. Grandidier, 1867)
- Mirza zaza (Kappeler e Roos, 2005)